# Rachmawati Sukarnoputri
Rachmawati Sukarnoputri (Giacarta, 27 settembre 1950 – Giacarta, 3 luglio 2021) è stata una politica indonesiana.
Era figlia di Sukarno e sorella di Megawati Sukarnoputri.

## Biografia
Nacque nel 1950 da Sukarno e dalla sua terza moglie Fatmawati. Aveva solo tre anni quando la madre lasciò il tetto coniugale. Venne pertanto allevata da Sukarno e dalla sua nuova moglie, Hartini.
Si laureò in Diritto all'Università dell'Indonesia nel 1969. Esercitò la professione legale e fondò l'Università di Bung Karno.
Fece parte del Consiglio consultivo presidenziale e presiedette la Sukarno Education Foundation. Guidò il comitato consultivo del partito Nasdem dal 2011.
Rachmawati Sukarnoputri è morta nel 2021, per complicazioni da Covid-19.